# Moucherolle tchébec
Empidonax minimus
Espèce
Statut de conservation UICN

 LC  : Préoccupation mineure
Le Moucherolle tchébec (Empidonax minimus) est une espèce de passereaux appartenant à la famille des Tyrannidae.

## Description
Le moucherolle tchébec a le dessus olive brunâtre avec le croupion et le haut de la queue légèrement plus pâle tandis que le centre de la calotte est plus sombre. Les ailes sont foncées avec, pour les 6 primaires les plus à l'extérieur, une bande extérieure réduite vers la pointe, les petite et grande couvertures sont marquées de chamois plus ou moins pâle et forment 2 légères bandes, les secondaires se terminent et sont pointillées de blanc mat. La queue est brun grisâtre avec l'extérieur des plumes qui finissent en blanc brunâtre. Le tour de l'œil est blanc grisâtre, les lores sont blanc terne mixé de sombre. Les côtés de la tête et la nuque sont similaires au dessus, en moins soutenu pour la nuque qui est identique à la gorge. Le dessous est blanc grisâtre ou blanc jaunâtre pâle avec la poitrine ombrée de gris brunâtre. Le dessous des ailes est identique avec l'intérieur chamois clair à blanc jaunâtre.

## Répartition
Le moucherolle tchébec se rencontre aux Bahamas, au Belize, au Canada (passage), au nord du Costa Rica, aux États-Unis (à l'exception de l'ouest), au Guatemala, au Honduras, en Jamaïque (vagabond), au Mexique (à l'exception du nord-ouest), au Nicaragua, au Panama, à Saint-Pierre-et-Miquelon (passage), au Salvador et aux îles Turks-et-Caïcos.

Carte de répartition
Aire de nidification
Voie migratoire
Aire d'hivernage

## Habitat
Cette espèce fréquente les bords des forêts de conifères et les forêts assez ouvertes à feuillage caduc, les vergers, les bosquets et les bois abandonnés de peupliers et de bouleaux.

## Nidification
L'espèce pond 3 ou 4 œufs blancs ou crèmes dans un nid accroché à une branche ou posé sur une fourche d'arbre. Il est soigné et composé de fibres de plantes douces, d'herbe fine, de fines lanières d'écorce et de cheveux. Quelques nids peuvent être construits uniquement d'herbe et de lanières d'écorce.

## Reproduction
Le moucherolle tchébec se reproduit au sud du Yukon, au centre, à l'ouest et à l'est des monts Mackenzie, au nord de l'Alberta, au nord du Saskatchewan, au nord et au centre du Manitoba, au nord de l'Ontario, au sud du Québec, au Nouveau-Brunswick, du sud de la Nouvelle-Ecosse au sud de la Colombie-Britannique, sur l'île-du-Prince-Edouard, au centre du Montana, au nord-est du Wyoming, au centre et au sud-est du Dakota du Sud, à l'est du Nebraska, au sud-ouest du Missouri, au centre de l'Illinois, au centre et au sud de l'Indiana, au nord de l'Ohio, en Pennsylvanie, dans les Appalaches, à travers la Virginie occidentale, à l'ouest du Maryland, à l'ouest de la Virginie, à l'est du Tennessee, à l'ouest de la Caroline du Nord au nord-ouest de la Géorgie.

Il peut-être présent, en été, et se reproduire dans le nord-est de Washington et l'est du Kentucky.

Il passe l'hiver au Mexique (incluant la péninsule du Yucatan), sur les 2 côtes de l'Amérique centrale et, occasionnellement, au sud de la Californie, au sud du Texas et en Floride.

## Sous-espèces
D'après la classification de référence (version 7.2, 2017) du Congrès ornithologique international, cette espèce ne compte pas de sous-espèces.